# Le Talisman du pouvoir
 (janvier 2012).
Si vous disposez d'ouvrages ou d'articles de référence ou si vous connaissez des sites web de qualité traitant du thème abordé ici, merci de compléter l'article en donnant les références utiles à sa vérifiabilité et en les liant à la section « Notes et références ».
Le Talisman du pouvoir (titre original : Il talismano del potere) est un roman de fantasy écrit par Licia Troisi et publié en 2005. Il constitue le troisième tome de la trilogie des Chroniques du monde émergé. Il a été traduit en français par Valérie Maurin et pour les pockets, Agathe Sanz et publié  aux éditions Pocket Jeunesse en 2010.
Le livre raconte la fin des aventures mouvementées de la jeune Nihal, dernière demi-elfe du Monde Émergé, et de Sennar, magicien talentueux.

## Résumé
Grâce à son armée de fantômes, le Tyran est près de remporter la guerre contre les Terres libres.
Seule Nihal peut encore l'arrêter.
Si elle parvient à réunir les huit pierres d'un mystérieux talisman, dispersées dans les Terres du Monde Émergée, Nihal pourras invoquer les esprits de la Nature et contrer la magie du Tyran.
Escortée par Sennar, la demi-elfe se lance dans cette mission où elle traversera tout le Monde Émergé au terme de laquelle elle découvrira enfin le sens caché de son destin.

## Nihal
Elle cherche les huit pierres du talismans et rencontre les huit gardiens des temples. Elle meurt à la fin pour sauver Sennar dont elle est devenue l'amante. Dans l'épilogue, Phos la ressucite et elle peut à nouveau mener une vie normale avec Sennar.